# اليتمة (الجوف)
اليتمه هي إحدى قرى الجمهورية اليمنية. تتبع جغرافيا لمحافظة الجوف و إداريًا لمديرية خب والشعف. يبلغ تعداد سكانها 4263 نسمة حسب الإحصاء الذي أجري عام 2004.